# Trichomycterus corduvensis
Trichomycterus corduvensis är en fiskart som beskrevs av Weyenbergh, 1877. Trichomycterus corduvensis ingår i släktet Trichomycterus och familjen Trichomycteridae. Inga underarter finns listade i Catalogue of Life.